# حلق دهانی
حلق دهانی (به انگلیسی: Oropharynx)، بخشی از حلق است. حلق فضای بینابینی میان حفره دهانی و دستگاه‌های تنفس و گوارش می‌باشد.حلق مجرایی عضلانی-غشایی است  که یک منطقه ارتباطی بین ناحیهٔ بینی، حنجره و مری تشکیل می‌دهد. حلق شامل سه بخش می باشد که عبارتند از: حلق بینی (Nasopharynx)؛ حلق دهانی (Oropharynx)؛ حلق حنجره(Laryngopharynx).
حلق دهانی بخشی از گلوست که در قسمت پشتی دهان و در پشت حفره دهان قرار دارد و شامل یک سوم پشتی زبان، کام نرم، دیواره‌های کناری و پشتی گلو، و لوزه‌ها می‌باشد.

## نگارخانه

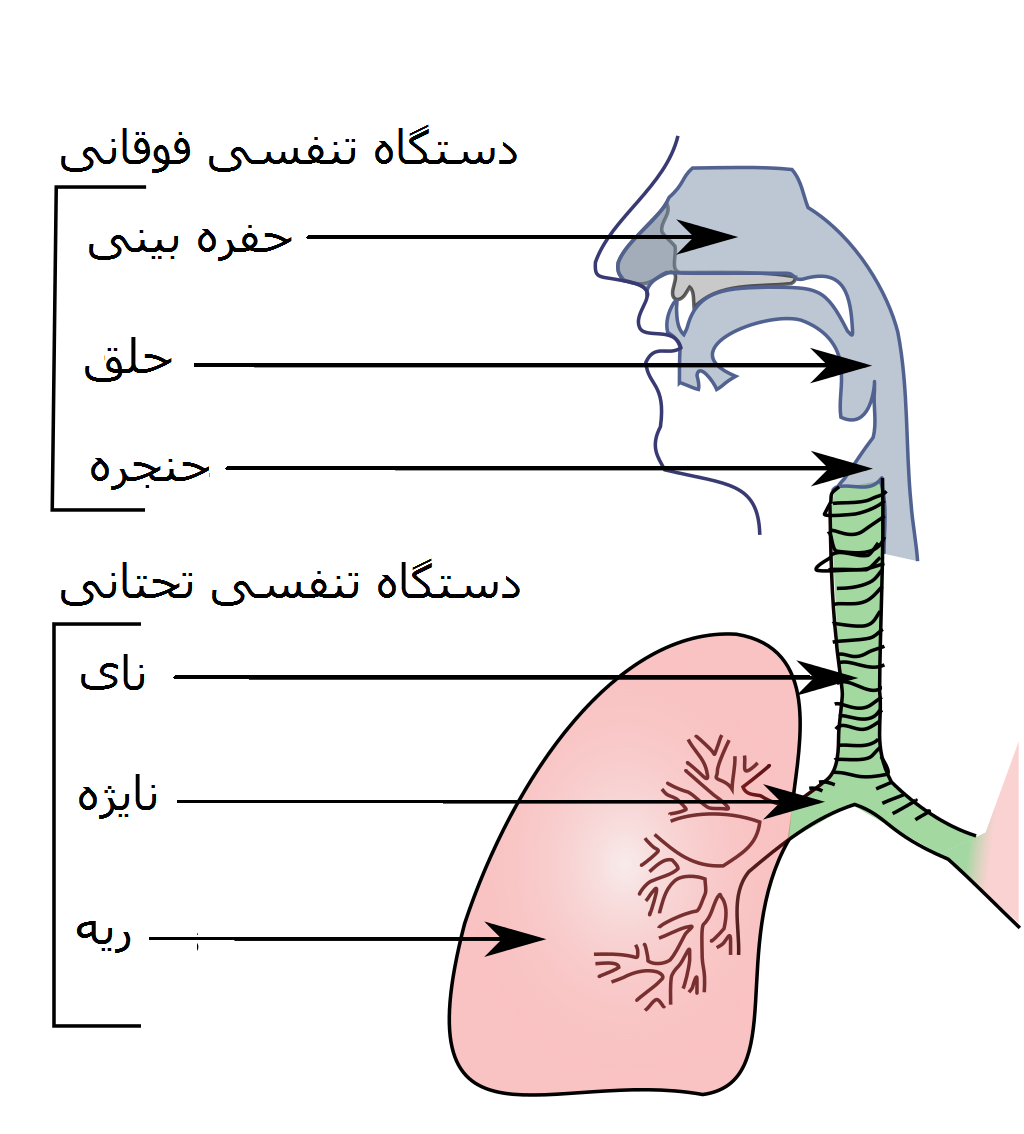
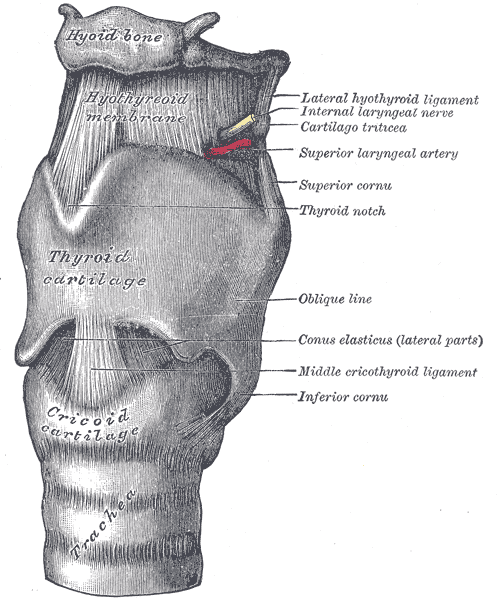
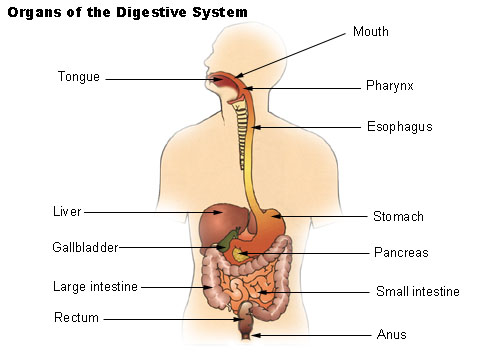
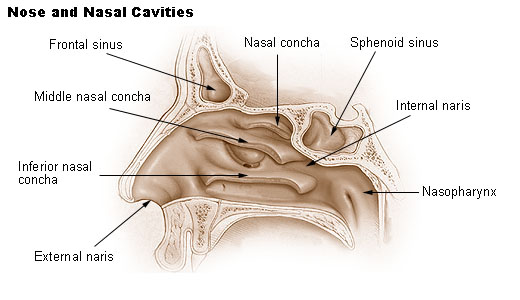
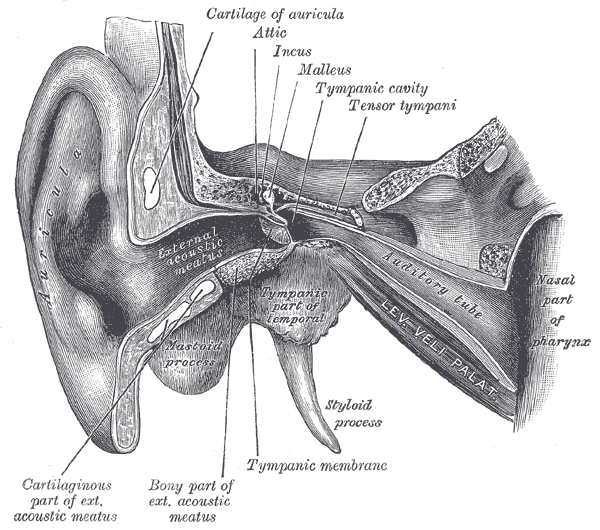
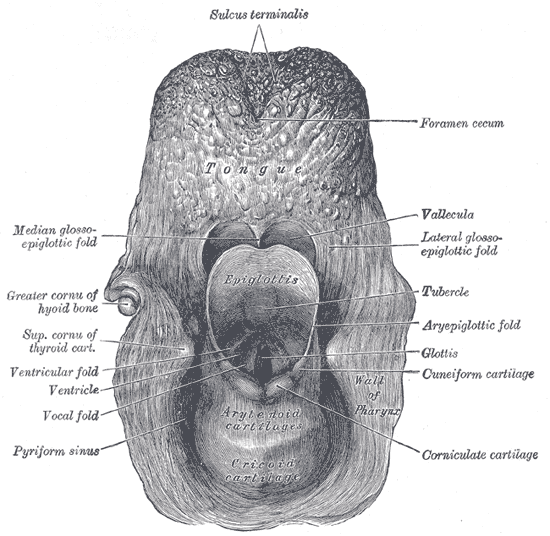
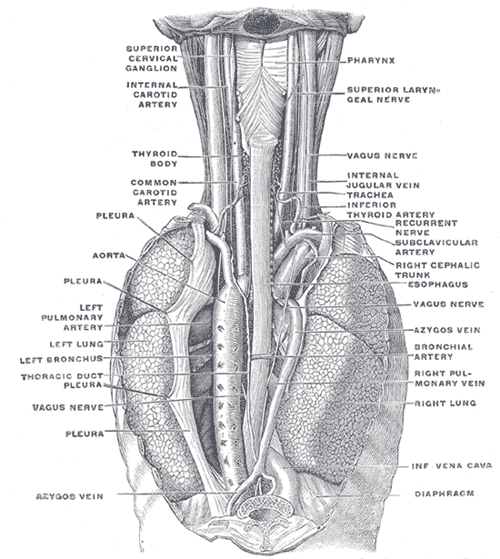
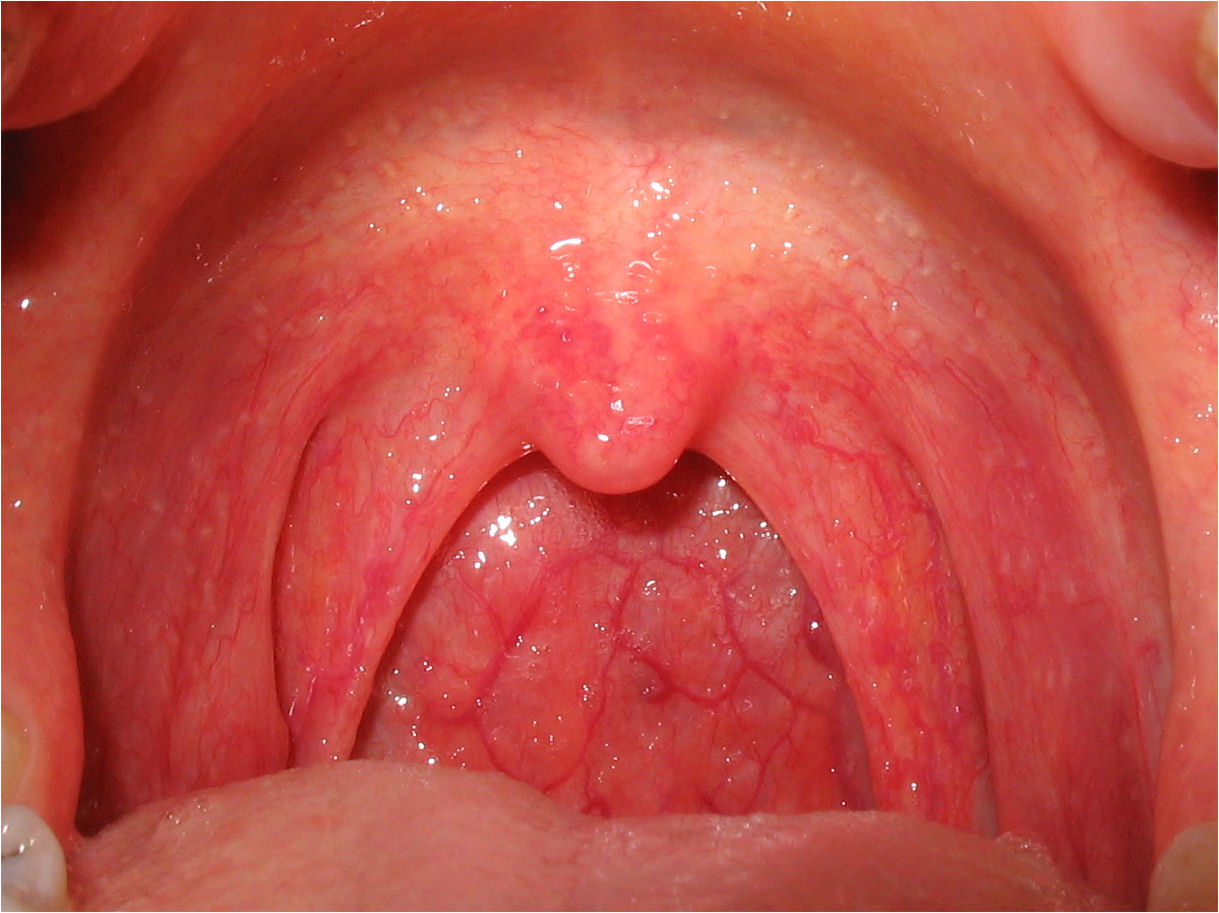